# Гумбель, Эмиль Юлиус
Эмиль Юлиус Гумбель (нем. Emil Julius Gumbel; 18 июля 1891, Мюнхен, Германия, — 10 сентября 1966, Нью-Йорк, США) — немецко-американский математик и политический публицист.

## Биография
Родился в семье управляющего частным банком. В 1910 году окончил гимназию, после чего изучал экономику и 28 июля 1914 года получил степень доктора экономических наук, защитив диссертацию на тему «Об интерполяции состояния населения». Через несколько дней после начала Первой мировой войны пошел на фронт добровольцем, но реалии войны довольно быстро сделали Гумбеля пацифистом, и весной 1915 года он уволился с военной службы. Осенью вступил в пацифистский Союз нового отечества (в 1922 году переименованный в Германскую лигу за права человека). До конца войны проработал на фирме по утилизации самолетов, расположенной в Адлерсхофе, а затем с помощью физика, графа Георга фон Арко, также состоявшего в Союзе нового отечества, устроился в фирму «Телефункен». Кроме этого, он занимался политической деятельностью — в 1917 году вступил в НСДПГ, а в 1920 году перешёл в СДПГ — но наибольшую активность проявлял в международном пацифистском движении.
Центром внимания Гумбеля стали многочисленные политические убийства, происходившие в Германии на фоне послевоенной неразберихи. В двух публикациях он собрал статистические данные, говорившие сами за себя, а именно: в период 1919—1922 годов из 376 политических убийств 354 были совершены правыми, и только 22 — левыми. При этом однобокость правосудия Веймарской республики была поразительна. Левые карались им по всей строгости закона: из 22 обвиняемых 10 были приговорены к смертной казни. К убийцам же из правого лагеря относились более снисходительно: из 354 обвиняемых не был казнен никто, только один обвиняемый был приговорен к пожизненному заключению, а сроки тюремного заключения, к которым приговаривались остальные обвиняемые, суммарно составили 90 лет — то есть средний срок за убийство составил четыре месяца (при этом многие убийства, совершенные правыми, остались полностью безнаказанными). Данные публикации разошлись большим тиражом. Вскоре Гумбель выпустил книгу «Четыре года политических убийств», и после того, как министр юстиции Густав Радбрух подтвердил правоту Гумбеля, в прусском ландтаге была создана комиссия для расследования вскрывшихся фактов.
Несмотря на то, что большая часть консервативно-монархической профессуры в силу политической активности Гумбеля относилась к нему негативно, в 1923 году он прошел хабилитацию в Гейдельбергском университете и стал преподавать там математическую статистику как приват-доцент. При этом он не оставил пацифистской деятельности. В 1924 году, выступая на заседании Германского общества мира, посвященном 10-летию начала войны, Гумбель сказал о погибших солдатах: «Я не хочу сказать, что они пали на поле бесчестья, однако гибель их была поистине ужасна». За эти слова он был уволен из университета, тем не менее вскоре его были вынуждены принять обратно под давлением министра по делам культов земли Баден-Вюртемберг.
В ходе анализа политических убийств Гумбель также стал специалистом по националистическим тайным организациям, члены которых были выходцами из фрайкора и несли ответственность за множество убийств, совершенных правыми и бывших в данных организациях обыденным явлением. В своих книгах «Заговорщики» (1924) и «Изменники подлежат суду» (1929; заглавие — цитата из устава организации «Консул») Гумбель проанализировал данные структуры, а также привлек внимание к «Чёрному рейхсверу». После этого против Гумбеля было возбуждено дело по обвинению в измене родине, которое вскоре было прекращено.
С усилением нацистских настроений среди студентов Гумбель все больше действовал на них как красная тряпка на быка, чему способствовало его еврейское происхождение. После его назначения в 1930 году экстраординарным профессором в университете произошел так называемый «Гумбелевский бунт» — студенты-нацисты захватили здание, требуя увольнения Гумбеля, и для восстановления порядка пришлось задействовать полицию.
В том же году Гумбель женился на 38-летней Мари-Луизе Зольшер (урожденной фон Четтриц), которая ради этого разошлась с мужем. При этом её старший сын Юрген остался с отцом, а младший, девятилетний Харальд — с матерью.
Летом 1932 года, после того, как Гумбель на закрытом заседании Гейдельбергского социалистического студенческого союза, посвященном памяти умерших от голода зимой 1917—1918 годов, заявил, что в качестве памятника для них будет лучше смотреться брюква, чем полуодетая дева Мария, он был лишен права на преподавательскую деятельность.
После прихода нацистов к власти имя Гумбеля оказалось в списке авторов, чьи книги подлежали сожжению, а также в первом списке лиц, лишенных немецкого гражданства. Но к тому времени он был уже во Франции, и пришедшим в квартиру Гумбеля с ордером на обыск пришлось производить его в отсутствие хозяина. Во Франции Гумбель писал антинацистские публикации и помогал обустроиться прибывающим немецким эмигрантам. В 1940 году, после того, как Франция была захвачена Германией, Гумбель иммигрировал в США.
После войны Гумбель подал прошение о восстановлении в Гейдельбергском университете, но оно было отклонено. После этого он решил остаться в США, получил американское гражданство и с 1953 года работал профессором в Колумбийском университете. В 50-60-х годах несколько раз гостил в Германии.
Выпускал книги, регулярно публиковался в журнале Die Weltbühne и был переводчиком и ответственным редактором работ Бертрана Рассела. Приобрел репутацию эксперта в области статистики и внес вклад в развитие теории экстремальных значений (в частности, разработки Гумбеля использовались при строительстве водоподъемных плотин).
В математике известно распределение Гумбеля.

## Избранные сочинения
- Vier Jahre politischer Mord. — Berlin-Fichtenau: Verlag der neuen Gesellschaft, 1922.
- (Hrsg.) Die Denkschrift des Reichsjustizministers über «Vier Jahre politischer Mord». — Berlin: Malik Verlag, 1924.
- Verschwörer — Beiträge zur Geschichte und Soziologie der deutschen nationalistischen Geheimbünde seit 1918. — Wien: Malik Verlag, 1924.
- Verräter verfallen der Feme. — Berlin: Malik Verlag, 1929.
- Statistics of Extremes. — New York: Columbia University Press, 1958.
- Vom Fememord zur Reichskanzlei. — Heidelberg: Verlag Lambert Schneider, 1962.

### На русском языке
- Четыре года политических убийств. — Пг. — М.: Книга, 1923. — 163 с.
- Заговорщики. К истории германских националистических тайных союзов. — Л.: Госиздат, 1925. — 208 с.
- Статистика экстремальных значений. — М.: Мир, 1965. — 452 с.